# Clinton (lignes rose et verte du métro de Chicago)
Pour les articles homonymes, voir Clinton.
Ne doit pas être confondu avec Clinton (ligne bleue du métro de Chicago).
Clinton est une station aérienne du métro de Chicago desservie par les lignes verte et rose. Elle fut ouverte le 16 octobre 1909 en remplacement de l’ancienne station Canal.

## Description
Comparativement aux autres stations du métro de Chicago (‘L’), la station Clinton possède un habillage inhabituel puisqu’elle fut construite avec de nombreuses verrières afin de laisser pénétrer la lumière sur les quais. Elle contraste donc avec les montants en acier et grand panneaux publicitaires en métal.
Lors de la rénovation de 1994 à 1996 de la ligne verte, la station fut démolie et remplacée par une nouvelle structure en acier peint en blanc et en vert. Les anciennes plateformes subsistent néanmoins aux extrémités de la station dotée d’ascenseurs afin de la rendre accessible aux personnes à mobilité réduite. 
La station Clinton est la dernière station avant le Loop en venant des terminus ouest des lignes verte et rose, elle se trouve à proximité de l’Ogilvie Transportation Center ou une correspondance est possible vers les trains de banlieue du Metra. 
1 225 362 passagers l’ont utilisé en 2008.

## Les correspondances avec lebus
Avec les bus de la Chicago Transit Authority :
- #38 Ogden/Taylor
- #56 Milwaukee

## Dessertes
| Nord/Ouest              |  |             |  | Sud/Est                                      |
| ----------------------- |  | ----------- |  | -------------------------------------------- |
| Morgan vers Harlem/Lake |  | ligne verte |  | Clark/Lake vers Ashland/63rd / Cottage Grove |
| Morgan vers 54th/Cermak |  | ligne rose  |  | Clark/Lake vers 54th/Cermak via Clark/Lake   |
| modifier sur Wikidata   |  |             |  |                                              |